# Société automobile Scripps-Booth
Pour les articles homonymes, voir Scripps.
La Société automobile Scripps-Booth a produit des véhicules à moteur, au nombre d'environ 34 000, de 1913 à 1923 à Détroit dans le Michigan avant d'être rachetée par Chevrolet.

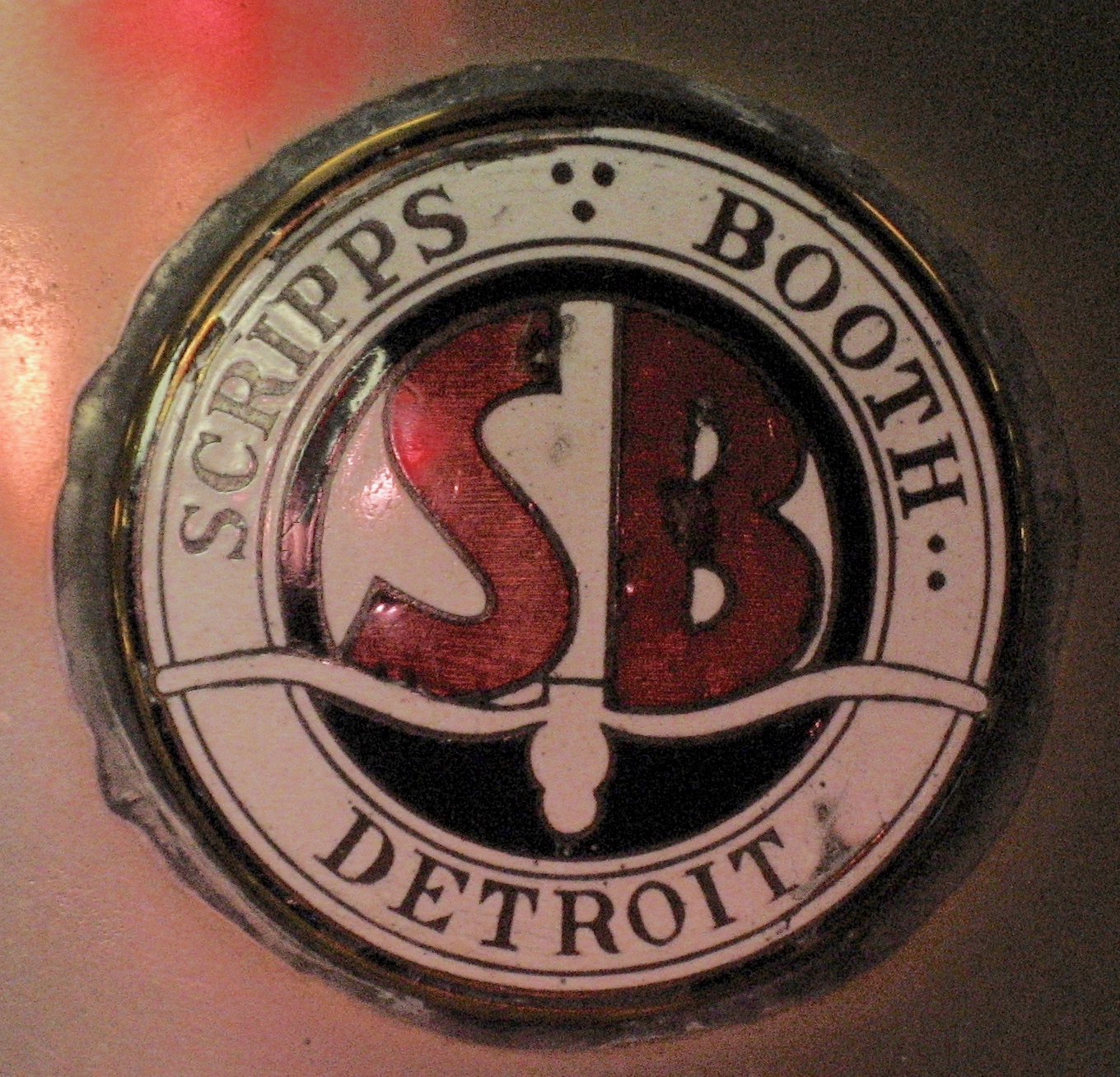
Emblème de radiateur vers 1916.

## Histoire
La Société automobile Scripps-Booth a été fondée par l'artiste et ingénieur James Scripps Booth, né en 1888 et fils aîné de George G. Booth , venu de la société familiale de presse de sa mère E. W. Scripps Company. Il a conçu le Bi-Autogo, véhicule à mi-chemin entre la moto et l'automobile, avec des innovations révolutionnaires, qui s'est vendu à plus de 400 exemplaires avant de subir la concurrence de la Ford T, aux prix abaissés. La Société automobile Scripps-Booth s'est alors recentrée sur les automobiles haut de gamme et y a réussi, avec 8 100 véhicules produits pour la seule année 1919. En 1916 elle a fusionné avec la Sterling Motor Company et a été rebaptisée Scripps-Booth Corporation, puis a été rachetée par Chevrolet, dont le créateur William C. Durant était aussi le président et fondateur de la Sterling Motor Company.